# ウヘーナ
ウヘーナ（Ugena）は、スペイン・カスティーリャ＝ラ・マンチャ州トレド県のムニシピオ（基礎自治体）。

## 地名
文献学者ラモン・メネンデス・ピダルによると、地名のUgenaはローマ以前の人名UstiusもしくはUsiusが語源であるということである。

## 地理
ウヘーナはラ・サグラ地域（La Sagra）の平野部に位置し、セラニージョス・デル・バジェ、グリニョン、クーバス・デ・ラ・サグラ、カサルブエロス（以上マドリード州）、そしてイジェスカスとカランケの各自治体と隣接する。

### 人口
2011年1月1日現在の人口は5,193人。
| ウヘーナの人口推移 1900－2010                           |
|                                                         |
| 出典:INE（スペイン国立統計局）1900年 - 1991年、1996年 - |

## 歴史
地名の語源からウヘーナの歴史は古いことがうかがわれる。おそらくケルティベロ時代にさかのぼるであろうと考えられている。
そして王室直轄領となったウヘーナは、1660年にロカ伯爵フェルナンド・カルロス・デ・ベラに売却され、その後1734年に翌35年にウヘーナ侯爵となるフランシスコ・デ・ゴジェネーチェの手に渡り、1780年までゴジェネーチェ一族の所領となった後、再び王室直轄領にもどった。
18世紀半ばのウヘーナの経済活動は、小麦、大麦、ひよこ豆の栽培と、ワインとオリーブ油の製造に基盤を置いていた。また漆喰も産していた。

## 政治
自治体首長はASI-UGENAのマルティン・ペレス・ヌーニェス（Martín Pérez Núñez）で、自治体評議員は、ASI-UGENA：4、カスティーリャ＝ラ・マンチャ社会党（Partido Socialista de Castilla-La Mancha、PSCM-PSOE）：4、カスティーリャ＝ラ・マンチャ国民党（Partido Popular de Castilla-La Mancha）：3、UPyD：2となっている（2011年5月22日の自治体選挙結果、得票順）。
| 1999年6月13日自治体選挙 |        |        |          |
| 政党                    | 得票数 | 得票率 | 獲得議席 |
| PP                      | 237    | 32.38% | 3        |
| PRCM                    | 220    | 30.05% | 3        |
| IU                      | 147    | 20.08% | 2        |
| PSOE-PROG.              | 77     | 10.52% | 1        |
| PU                      | 44     | 6.01%  | 0        |

| 2003年5月25日自治体選挙 |        |        |          |
| 政党                    | 得票数 | 得票率 | 獲得議席 |
| PP                      | 730    | 60.63% | 7        |
| PSOE                    | 307    | 25.50% | 3        |
| IU                      | 145    | 12.04% | 1        |

| 2007年5月27日自治体選挙 |        |        |          |
| 政党                    | 得票数 | 得票率 | 獲得議席 |
| PP                      | 1,050  | 50.05% | 6        |
| PSOE                    | 724    | 34.51% | 4        |
| URIU                    | 290    | 13.82% | 1        |

| 2011年5月22日自治体選挙 |        |        |          |
| 政党                    | 得票数 | 得票率 | 獲得議席 |
| ASI-UGENA               | 774    | 31.72% | 4        |
| PSOE                    | 676    | 27.70% | 4        |
| PP                      | 621    | 25.45% | 3        |
| UPyD                    | 313    | 12.83% | 2        |

### 司法行政
ウヘーナはイジェスカス司法管轄区に属す。